# Togoperla poilanina
Togoperla poilanina är en bäcksländeart som först beskrevs av Navás 1934.  Togoperla poilanina ingår i släktet Togoperla och familjen jättebäcksländor. Inga underarter finns listade i Catalogue of Life.